# Provincia de Iga
La provincia de Iga (伊賀国 Iga no kuni)  fue una provincia japonesa que en la actualidad correspondería con una parte de la prefectura de Mie. Su nombre abreviado era Ishū  ( 伊州?).  Iga bordeaba las provincias de Ise, Ōmi, Yamato, y Yamashiro. Coincide aproximadamente con los actuales municipios de Iga y Nabari. 
Iga fue una de las provincias de Tōkaidō. Bajo el sistema de clasificación Engishiki, Iga era considerada como un "país inferior" (下国) en términos de importancia y un "país cercano" (近国) en términos de distancia a la capital. Rodeada de montañas, históricamente era casi inaccesible debido a las condiciones pésimas de los caminos que la conectaban; sin embargo, actualmente es bastante fácil acceder desde las cercanas Nara y Kioto.

## Historia
Iga fue separada de la provincia de Ise durante el período de Asuka, alrededor del 680. La capital de provincia estaba situada en lo que ahora es parte de la ciudad de Iga, junto con las ruinas del Kokubun-ji de la provincia de Iga. El Ichinomiya de la provincia es el Aekuni Jinja (敢國神社?), que también se encuentra en lo que ahora es parte de la ciudad de Iga.
Poco se sabe de la historia subsecuente de la provincia durante el período de Heian y el período de Kamakura. Sin embargo, a principios del período Muromachi, Iga se hizo efectivamente independiente de sus gobernantes feudales nominales y estableció una especie de república. Durante este período, Iga llegó a ser conocida como un centro de ninjutsu, reclamando (junto con Kōka) en lo que ahora es la Prefectura de Shiga, de ser uno de los lugares de nacimiento de los clanes ninja. En 1581, dos años después de una fallida invasión dirigida por su hijo, el señor de la guerra Oda Nobunaga lanzó una invasión masiva a Iga, atacando desde seis direcciones con una fuerza de 40.000 a 60.000 hombres que efectivamente destruyeron el poder político de los ninja (Véase la guerra de Tenshō Iga).
Con el establecimiento del shogunato Tokugawa, Iga estuvo brevemente (1600-1608) bajo el control del dominio de Iga-Ueno, un 200.000 koku han regido por Tsutsui Sadatsugu, un antiguo vasallo de Toyotomi Hideyoshi. Sin embargo, el clan Tsutsui fue desposeído en 1608, y el territorio fue dado a Tōdō Takatora, el daimyō de Tsu. Permaneció como parte del dominio de Tsu hasta la restauración de Meiji.
Entre la gente notable de Iga estuvo el samurái famoso, Hattori Hanzō y el poeta Matsuo Bashō. El castillo de Iga-Ueno fue conservado por el dominio de Tsu como el centro administrativo secundario para la porción occidental del dominio.
Con la abolición del sistema Han en 1871, la provincia se convirtió en la prefectura de Tsu; la cual se incluiría a la prefectura de Mie poco después.

## Distritos históricos
- Prefectura de Mie
- Distrito Ahai (阿拝郡) - se combinó con el distrito Yamada para crear el distrito Ayama (阿山郡) el 29 de marzo de 1896.
- Distrito Iga - se fusionó con el distrito Nabari para convertirse en el distrito Naga (名賀郡) el 29 de marzo de 1896.
- Distrito Nabari (名張郡) - se combinó con el distrito Iga para convertirse en el distrito Naga el 29 de marzo de 1896
- Distrito Yamada (山田郡) - se combinó con el distrito Ahai para crear el distrito Ayama el 29 de marzo de 1896.